# Chapelle Saint-Didier de Comps-sur-Artuby
La chapelle Saint-Didier est située sur la commune de Comps-sur-Artuby, dans le département du Var.

## Histoire
La chapelle Saint-Didier, à 800 m du village, à gauche de la route de Castellane. Art roman provençal. Construite par l'ordre de Saint-Jean de Jérusalem.
La chapelle est inscrite au titre des monuments historiques depuis le 27 janvier 1926.